# Торрейра
Торрейра (порт. Torreira; МФА: [tu.ˈʁɐj.ɾɐ]) — парафія в Португалії, у муніципалітеті Муртоза. Розташована в західній частині країни, на теренах історичної португальської провінції Бейра. Входить до складу округу Авейру. За адміністративним поділом, чинним до 1976 року, терени парафії були складовою провінції Берегова Бейра. Належить до Авейрівської діоцезії Католицької церкви. Патрон — Діва Марія. Площа — 31,4604 км². Населення — 2745 ос. (2011). Слабо урбанізований регіон. Густота населення — 87,25 осіб/км²
. Код — 011204.

## Населення
| 1930  | 1940  | 1950  | 1960  | 1970  | 1981  | 1991  | 2001  | 2011  |
| 1.091 | 1.404 | 1.641 | 1.588 | 1.651 | 2.181 | 2.297 | 2.495 | 2.745 |